# Poupry
Poupry település Franciaországban, Eure-et-Loir megyében. Lakosainak száma 99 fő (2022. január 1.). Poupry Artenay, Sougy, Lumeau, Baigneaux és Dambron községekkel határos.

## Népesség
A település népességének változása:
| Lakosok száma | 162  | 115  | 103  | 100  | 102  | 107  | 112  | 101  | 96   | 99   |
|               | 1968 | 1982 | 1990 | 2006 | 2013 | 2015 | 2017 | 2019 | 2020 | 2022 |